# Мария Франческа Савойска
Мария Франческа Савойска, родена Мария Франческа Анна Романа Савойска (на италиански: Maria Francesca Anna Romana di Savoia; * 26 декември 1914, Рим, Кралство Италия; † 4 декември 2001, Манделийо ла Напул, Франция), е принцеса на Италия, принцеса на Етиопия, принцеса на Албания и чрез брак принцеса на Парма, Пиаченца и Гуастала, сестра на царицата на българите Йоанна.

## Произход
Мария е най-малката дъщеря на краля на Италия Виктор Емануил III (* 1869, † 1947), от Савойската династия, и на черногорската принцеса Елена Петрович Негош (* 1873, † 1952). Нейни дядо и баба по бащина линия са кралят на Италия Умберто I и Маргарита Савойска, а по майчина – черногорският княз, а по-късно крал Никола I Петрович-Негош и княгиня Милена Вукотич. Тя е първа братовчедка на югославския крал Александър I Караджорджевич. Има един брат и три сестри:
- Йоланда Маргарита (* 1901, † 1986), графиня на Берголо като съпруга на Джорджо Карло Калви, принцеса на Италия и принцеса на Албания
- Мафалда Мария (* 1902, † 1944), титулярна ландграфиня на Хесен-Касел като съпруга на Филип фон Хесен-Касел, загинала в концлагера Бухенвалд, принцеса на Савоя, принцеса на Етиопия, принцеса на Албания
- Умберто II (* 1904, † 1983), принц на Пиемонт (1904 – 1946), последен крал на Италия (1946), съпруг на Мария-Жозе Белгийска
- Джована Елизабета, царица Йоанна (* 1907, † 2000), царица на българите (1930 – 1943) като съпруга на цар Борис III, принцеса на Италия, принцеса на Етиопия, принцеса на Албания.

## Биография
Мария е родена в Двореца „Квиринал“ няколко месеца преди Италия да влезе в Първата световна война (24 май 1915 г.). Тя е много близка с майка си Елена и сестрите си Йоланда, Джована и Мафалда.
Именно тя лансира модата на подстрижката на каре сред заможните момичета на кралството. Храни истинска страст към футбола, която не се колебае да демонстрира, като ходи на мачове. Винаги до баща си, когато кралят приема ученици в Кралския дворец, тя е най-популярната сред кръстниците на фондации и институции. Много често придружава кралските особи на церемонии и манифестации; тогавашната пропаганда я изобразява като посветена на благотворителността и любовта към родината, а различни рисунки я изобразяват след баща си на бойните полета, желаеща да утеши младите новобранци. Тя винаги е била много обичана и в Рим все още има училище на нейното име.
Тя е дама на Ордена на Св. св. Маврикий и Лазар, Дама от Ордена на Звездния кръст, Дама на честта и предаността на Суверенния военен орден на Малта.
Като девойка се влюбва в офицер от Квириналската гвардия – невъзможна връзка, потушена в зародиш от семейството, което вече проучва почвата за евентуален кралски брак. Един от кандидатите, силно желан от бившата императрица на Австрия Цита Бурбон-Пармска, е най-големият ѝ син Ото фон Хабсбург, на когото Мария обаче отказва. Друг кандидат е княз Кирил Преславски, по-малък брат на цар Борис III, син на Фердинанд I и на Мария-Луиза Бурбон-Пармска, полусестра на Цита. И Кирил обаче не е приет от Мария. В края на краищата тя се сгодява на 15 ноември 1938 г. за 15 години по-големия от нея Лудвиг Карл Бурбон-Пармски, син на Роберто I Бурбон-Пармски, херцог на Парма, и Мария-Антония Браганса, инфанта на Португалия. Лудвиг е по-малкият брат на Цита Мария Бурбон-Пармска, последната императрица на Австрия и последната кралица на Унгария и Бохемия. 24-годишната принцеса се омъжва за принца на 23 януари 1939 г. в Павлинския параклис на Квиринала в Рим. Роклята на булката – бяла с шлейф, е копирана от много тогавашни момичета.
Бракът бележи помирението между бившето управляващо семейство Парма и Савойския дом, който анексира в своя полза Пармското херцогство през 1859 – 1860 г., когато е създадено Кралство Италия. За сватбата италианският крал кара да реставрират Казино Палавичини в имението Вила „Ада“ и го дава на младоженците, променяйки името му на Вила „Мария“. В момента вилата принадлежи на наследниците на двойката.
Нейният съпруг тласка своя тъст Виктор Емануил III към преврата от 25 юли 1943 г., което довежда до ареста на Бенито Мусолини и води до разваляне на алианса на 8 септември 1943 г. Мария Франческа и нейният съпруг са арестувани в Италия от германците и депортирани в Германия с две от децата им (Ги и Реми). Семейството пристига в Гарлиц в Мекленбург на 4 декември 1943 г. Те са затворени в специално построена барака в градината на Гутхаус, която служи от 1943 до 2 май 1945 г. като външна затворена зона за специалните и благородническите затворници от Концентрационния лагер Нойенгамен. Френският министър ген. Максим Вейган и съпругата му също са затворени с тях. Семейство Бурбон е инкогнито под името "Biberpelz". Това е тежко преживяване за Мария Франческа, утежнено и от спомена за трагичната смърт през 1944 г. в лагера Бухенвалд на любимата ѝ сестра Мафалда.
На 2 май 1945 г. англо-американските сили ги освобождават и семейството се завръща в Италия. След референдума през 1946 г., довел до края на монархията, то се мести в имението „Ма Сен Реми“ (Mas Saint Remy) в Манделийо ла Напул близо до Кан на Френската ривиера.
През декември 1967 г. Мария Франческа овдовява и оттогава изчезва от обществения живот, с изключение на присъствието на погребението на брат ѝ Умберто II през март 1983 г. в Абатство „Откомб“ (последното ѝ публично участие) и на спорадичните интервюта в някои италиански и френски списания. През март 1991 г. губи първородния си син, принц Ги Бурбон-Пармски.
Няколко пъти внуците ѝ се опитват да я убедят да напише биографията си, но тя не желае да говори за ужасните страдания, които е преживяла в нацисткия концентрационен лагер.
Умира през 2001 г. на 86-годишна възраст в Манделийо ла Напул и е погребана там.

## Брак и потомство
∞ 23 януари 1939 г. в Квиринала в Рим за принц Лудвиг Карл Бурбон-Пармски (* 5 декември 1899, Шварцау ам Щайнфелд, Австрия; † 4 декември 1967, Манделийо ла Напул, Франция), син на Роберто I Бурбон-Пармски, херцог на Парма, и на Мария-Антония Браганса, инфанта на Португалия, от когото има трима сина и една дъщеря:
- Ги Сикст Луи Робер Виктор Бурбон-Пармски (* 7 август 1940, Кан; † 10 март 1991, Париж), принц на Парма; ∞ 11 ноември 1964 за Бриджит Пьо-Дювалон (развод 11 септември 1981), от която има един син
- Реми Франсоа Бурбон-Пармски (* 14 юли 1942, Кан), принц на Парма; ∞ 10 февруари 1973 за Лоран Дюфран д'Арганши (развод 1983), от която има деца 2. 5 юли 2003 за Елизабет Тардиф
- Шантал Мари Бурбон-Пармска (* 24 ноември 1946, Кан), принцеса на Парма; ∞ 1. 1 юли 1977 за Панайотис Скинас (развод 1987), от когото има деца 2. 24 септември 1988 за Франсоа-Анри Жорж
- Жан Бернар Реми Бурбон-Пармски (* 15 октомври 1961, Кан), принц на Парма; ∞ 26 март 1988 за Вирджиния Роата, от която има деца